# Spurensicherung

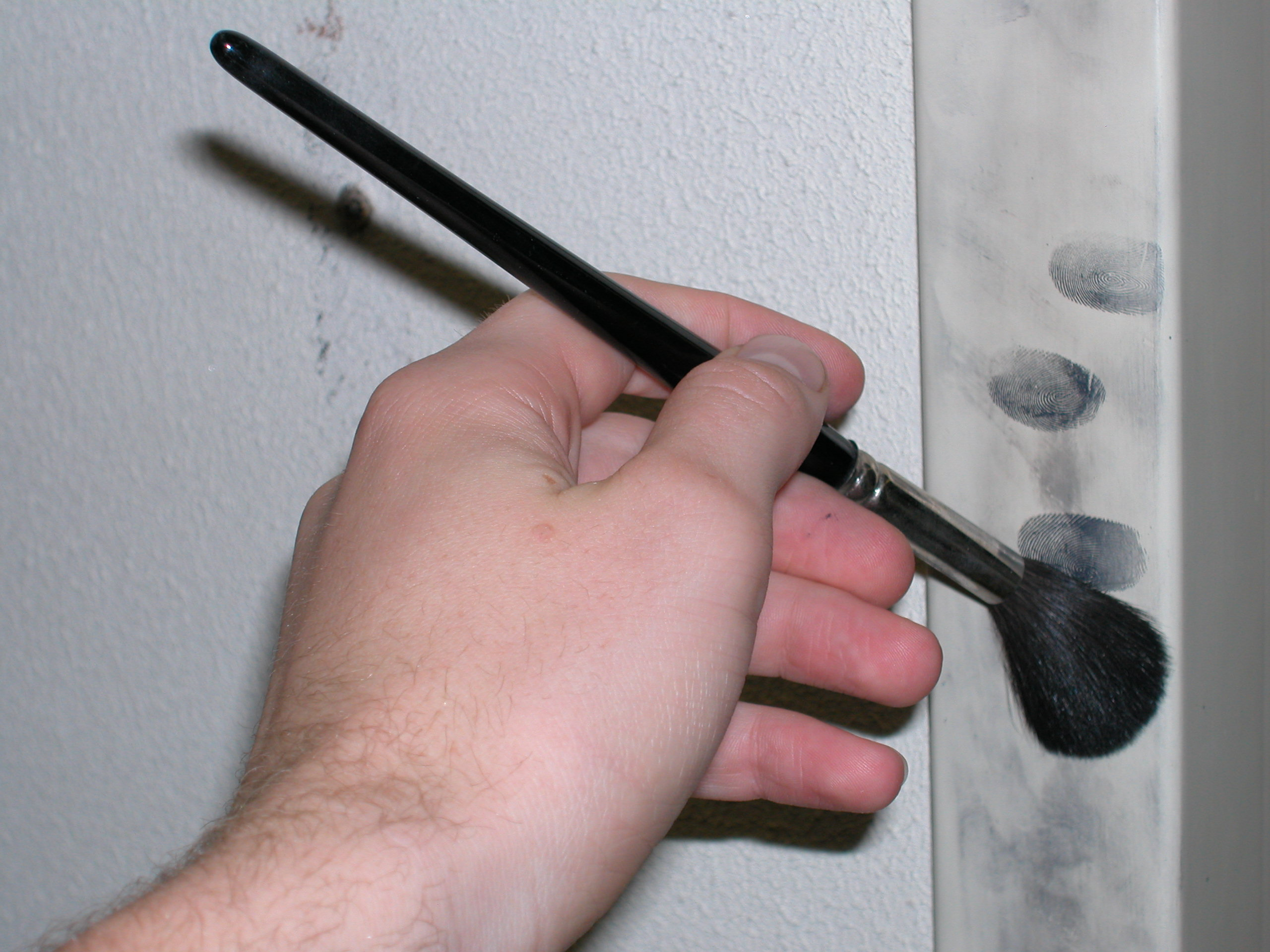
Spurensuche nach Fingerabdrücken an einem Tatort

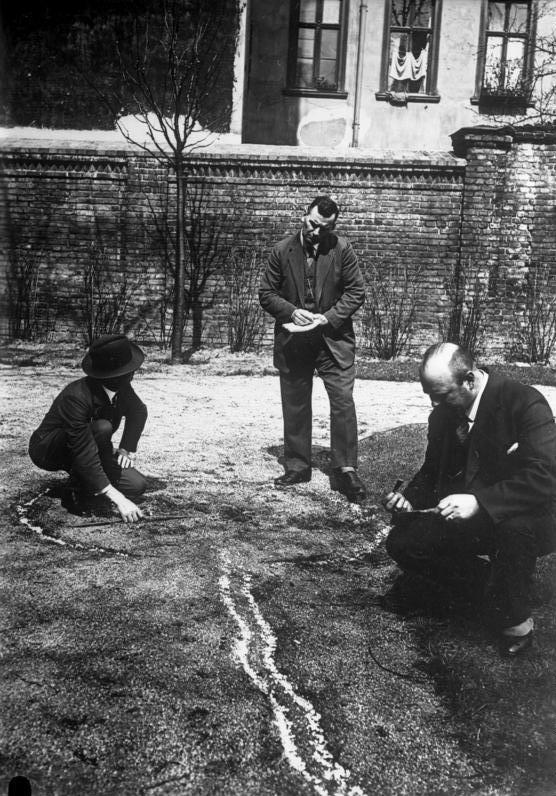
Spurensicherung an einem Tatort mit Kampfplatz und Schleifspuren, Hochschule für Kriminalisten, Berlin 1932.

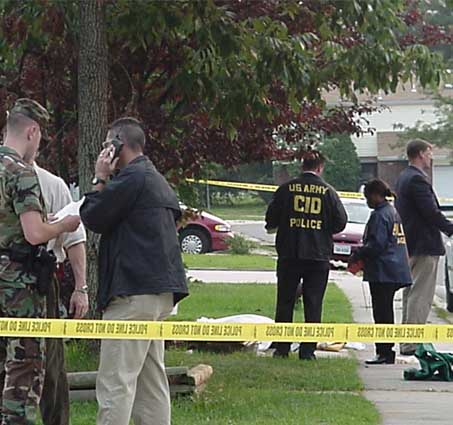
Spurensicherung des United States Army Criminal Investigation Command

Als Spurensicherung (auch als SpuSi abgekürzt) bezeichnet man sowohl die Tätigkeit innerhalb der Forensik, kriminalistisch relevante Spuren zu sichern, sie also zu dokumentieren und gegebenenfalls sicherzustellen (Kriminaltechnik), wie auch den damit beauftragten Erkennungsdienst. Sie dient dem Sachbeweis für Tat und Täterschaft.

## Geschichte
Spurensicherung gehört traditionell zu den Möglichkeiten, mit denen Ermittlungsbehörden durch Spuren, die Tat oder Täter hinterlassen haben, auf Täter oder Tatumstände schließen.

## Beschreibung
Die Spurensicherung ist ein Teil des Auswertungsangriffes im Rahmen des „Ersten Angriffes“. Eine Spurensicherung beinhaltet die Spurensuche, die Spurenerfassung (Ausnummerierung, Fertigung von Abbildern [z. B. fotografisch, dreidimensional]) und die Spurenauswertung (zum Beispiel Spurenlage, Spurenbild, Spurenvergleich). Die Spurensicherung beginnt mit der so genannten Tatortarbeit. Sie nimmt ihren Verlauf mit Auswertungen (z. B. Untersuchung, Vergleichsspuren) und endet mit der Zusammenführung von Gegenstands- und Personenspuren zu Gegenständen am Tatort oder an Opfern und Tatverdächtigen. Theoretisch basiert die Spurensicherung auf der Locard’schen Regel.
Der Spurensicherung kommt die elementare Aufgabe der Beweissicherung zu; das heißt, dass vor Gericht relevante Indizien und Beweise strenger Kontrolle unterliegen und dementsprechend fachmännisch behandelt werden müssen.
Es gibt verschiedene Techniken innerhalb der Spurensicherung, beispielsweise die Daktyloskopie (Aufnahme und Auswertung von Fingerabdrücken), die Abnahme von Körperzellen (und des nachfolgenden „genetischen Fingerabdrucks“) und Nachweis von Blut (beispielsweise mit Luminol).
Besonders bei Tatortsituationen muss darauf geachtet werden, dass keine neuen Spuren gesetzt werden. Daher tragen Spurensicherer Schutzkleidung (häufig Tyvek-Anzüge) und sperren den Tatort für andere Polizisten und natürlich auch Schaulustige ab.

## Interpretation des Ergebnisses
Das Ergebnis eines DNA-Tests, eines Fingerabdrucks oder einer sonstigen Spur alleine kann nicht über Schuld oder Nichtschuld eines Verdächtigen entscheiden. Es wird nur als Indiz gewertet, das durch weitere ergänzt werden muss. Viele Verdächtige legen allerdings ein Geständnis ab, wenn man sie mit dem Resultat konfrontiert. Ist das nicht der Fall, muss das Ergebnis interpretiert werden, wobei aber auch Fehlschlüsse nicht auszuschließen sind. 
Es muss dabei beachtet werden, dass der Täter oder Teilnehmer einer Tat möglicherweise fingierte Spuren gesetzt haben könnte.

## Durchführung
In Deutschland ist hierbei die „Anleitung Tatortarbeit - Spuren“ (ATOS) maßgebend, welche aus dem nicht mehr aktuellen „Leitfaden (LF) 385 (Tatortarbeit, Spuren)“ hervorging.
Bei der Spurensuche ist zu beachten, dass keine neuen Spuren gesetzt werden. Dafür werden Pfade angelegt und der Zutritt zahlenmäßig eingeschränkt. Außerdem wird protokolliert, wer welchen Raum betreten und wer welche Veränderungen vorgenommen hat. Für Tatorte im Freien haben sich Faltpavillons (Spurenzelte) aus Gründen des Sichtschutzes (z. B. Presse, Neugierige), des Wetterschutzes (Niederschlag, Wind) und zum Zwecke des Spurenschutzes bewährt.
Die aufnehmenden Polizeibeamten verwenden zur Abnahme von Spuren verschiedene Utensilien (vgl. Spurensicherungskoffer).